# Нова Весь (гміна Кутно)
Нова Весь (пол. Nowa Wieś) — село в Польщі, у гміні Кутно Кутновського повіту Лодзинського воєводства.
Населення — 376 осіб (2011).
У 1975-1998 роках село належало до Плоцького воєводства.

## Демографія
Демографічна структура станом на 31 березня 2011 року:
|          | Загалом | Допрацездатний вік | Працездатний вік | Постпрацездатний вік |
| -------- | ------- | ------------------ | ---------------- | -------------------- |
| Чоловіки | 199     | 55                 | 131              | 13                   |
| Жінки    | 177     | 35                 | 103              | 39                   |
| Разом    | 376     | 90                 | 234              | 52                   |